# Ortodoks jødedom
Ortodoks jødedom er dels de meget religiøse jøder, de Harediske jøder, der ses særligt i Jerusalems Mea Shearim-kvarter og kaldes "ultra-ortodokse", som går klædt i sorte frakker og med slangekrøller. Dels mindre traditionstro jøder som er traditionelt observante, idet de holder på og har bevaret religionen stort set intakt uden at lave store ændringer i den, som reformjøderne har gjort.